# Stanisław Józef Śleszyński
Stanisław Józef Śleszyński herbu Wieniawa – kasztelan brzeziński w latach 1752–1754, kasztelan inowłodzki w latach 1735–1752, stolnik inowłodzki w latach 1731–1735, miecznik inowłodzki w latach 1727–1731, komisarz i sędzia kapturowy województwa łęczyckiego w 1733 roku.
Jako deputat i poseł na sejm elekcyjny z województwa łęczyckiego podpisał pacta conventa Stanisława Leszczyńskiego w 1733 roku.
10 lipca 1737 roku podpisał we Wschowie konkordat ze Stolicą Apostolską.